# トビトと子ヤギを持ったアンナ
『トビトと子ヤギを持ったアンナ』（トビトとこヤギをもったアンナ、蘭: Tobit en Anna met het bokje、英: Tobit and Anna with the Kid）、または 『子ヤギを盗んだとアンナを責めるトビト』（こヤギをぬすんだとアンナをせめるトビト、蘭: Tobit beschuldigt Anna van het stelen van het bokje、英: Tobit Aaccusing Anna of Stealing the Kid）は、17世紀オランダ絵画黄金時代の巨匠レンブラント・ファン・レインが画業最初期にあたるレイデン時代の1626年にオーク板上に油彩で制作した絵画である。画面下部左側に「RH. 1626」という署名と制作年が記されている。作品は1979年以来、アムステルダム国立美術館に所蔵されている。

## 主題
本作の主題は『旧約聖書』外典 (プロテスタントの神学者にとっては『旧約聖書』正典には含まれない) の「トビト書」 (2:11-3:6) から採られている。もともと聖書を題材としたレンブラントの作品は多数あり、その内容もきわめて多岐にわたっているが、油彩画、素描、版画を含め、残された作品数の最も多いのが「トビト書」からの主題によるものである。したがって、「トビト書」は、レンブラントにとって特別な意味を持っていたように思われる。これは、モーセの十戒を厳守し、信仰心の篤かったユダヤ人トビトとその妻アンナ、および2人の息子トビアスの物語である。
神に対するトビトの信仰心が試されることとなった。富裕であったトビトは、雀の糞が目に入ったことがきっかけで盲目になり、破産してしまうのである。そこで、アンナが縫物、洗い物をする仕事をして家計を支えていたが、ある日、彼女は雇い主から賃金とともに子ヤギを1匹もらってきた。その鳴き声を聞いたトビトは、彼女が子ヤギを盗んできたのだろうと責める。一方、アンナはトビトの独善性が一家の貧困の原因になったと激怒し、2人は激しい口論となる。口論の後、トビトは悲嘆に暮れ、早く自分の生命を終わらせてほしいと神に祈った。

## 作品
きわめて初期の作品である本作は、レンブラントが一連の聖書主題の作品に取り組み始めた時期の最初の作品である。ここには、レンブラントの後年の作品を特徴づける深い神秘的な明暗表現はまだ見られない。しかしながら、人間心理の鋭敏な洞察者である画家の個性は遺憾なく発揮されている。子ヤギを抱えて立つアンナは困惑のあまり目を大きく見開きながら無実を訴え、夫に対する憤怒をあからさまに示している。一方、かつては高価であったものの、今や擦り切れているタバード (中世、近代ヨーロッパの男性が身に着けたコート) を纏って椅子に座っているトビトは、盲目となってしまったため自分の心まで盲目となってしまったことを悟る。彼は悲嘆と絶望の気持ちを全身で表現しつつ、悔い改め、神に祈っている。
この絵画に見られる色彩は、レンブラントの師であったピーテル・ラストマン風の明るさをいまだに保っているとはいえ、より調和に富んでいる。また、空間、光の描写は技巧面でレンブラントが自信を深めていたことを示している。加えて、精緻な細部描写は見事である。皺だらけのトビトとアンナの皮膚、2人の間に見えるアンナの針仕事用の道具、窓際に吊るされた玉ねぎ、壁の中にある小枝編みの籠、棚の上の調理器具、トビトの毛皮の上着、子ヤギやテリア犬の毛並みなどは巧みに再現されている。とりわけ、飛び散る炎や音を立てて燃える残り火を伴い、アンナの上着に暖かい光を投げかけている焚火の描写は見事としかいいようがない。
こうした静物などの細部描写は、15世紀以来のネーデルラント絵画の特徴であった。しかし、17世紀までの多くの絵画とは異なり、本作における静物には象徴的意味合いはない。それは物語の出来事を最大限リアルに見せるために用いられており、物語の明快な叙述に奉仕しているのである。